# Coprophagie
Pour les articles homonymes, voir Coprophagie (homonymie) et Scatophage.

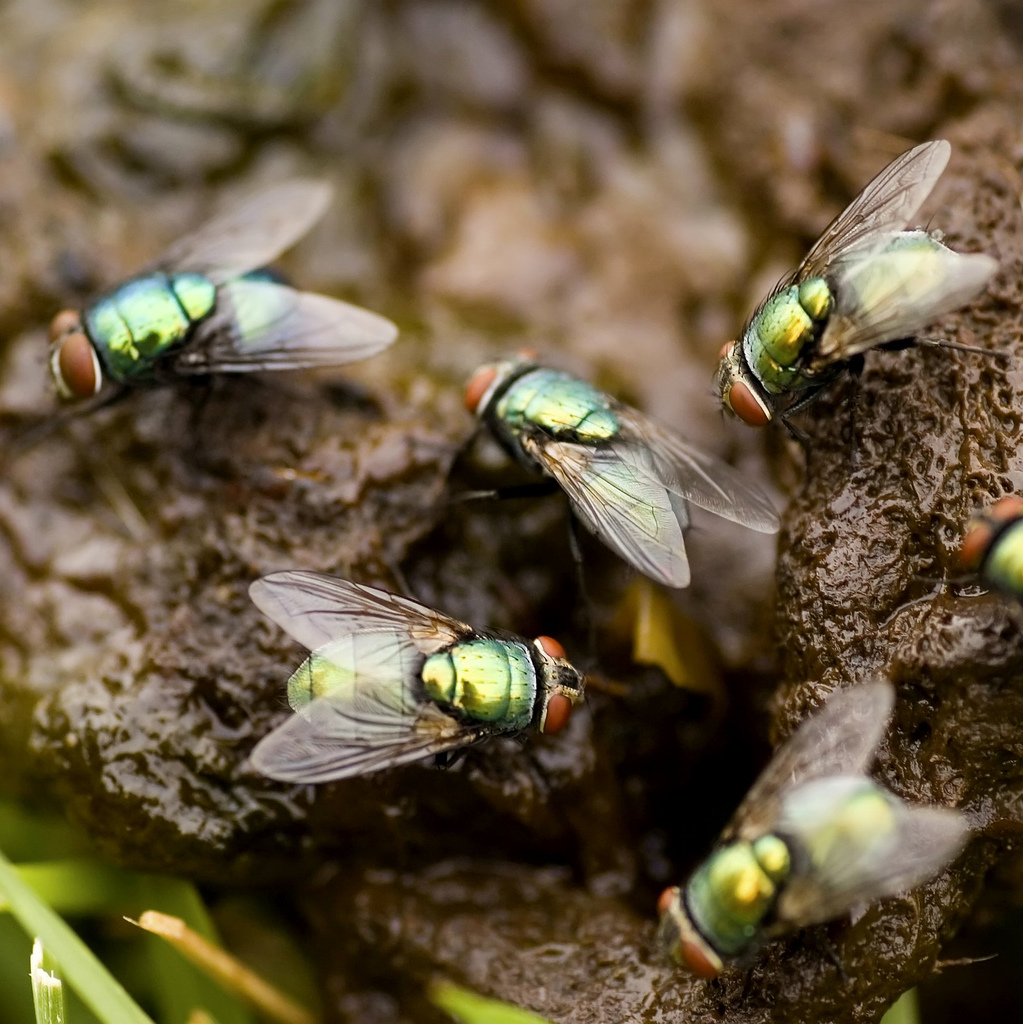
Mouches sur une bouse.

La coprophagie (du grec ancien : κόπρος / kópros, « excrément ») (ou scatophagie), consiste à consommer des matières fécales. Ce comportement est un mode d'alimentation normal, plus ou moins complémentaire, pour de nombreux animaux. Les insectes en particulier ont un rôle important à jouer dans le recyclage de cette matière organique fertilisante. Quand elle se manifeste chez des espèces pour lesquelles elle n'est pas naturelle, cette pratique révèle une carence alimentaire ou un désordre psychologique, notamment chez l'humain.

## Recyclage de la matière organique

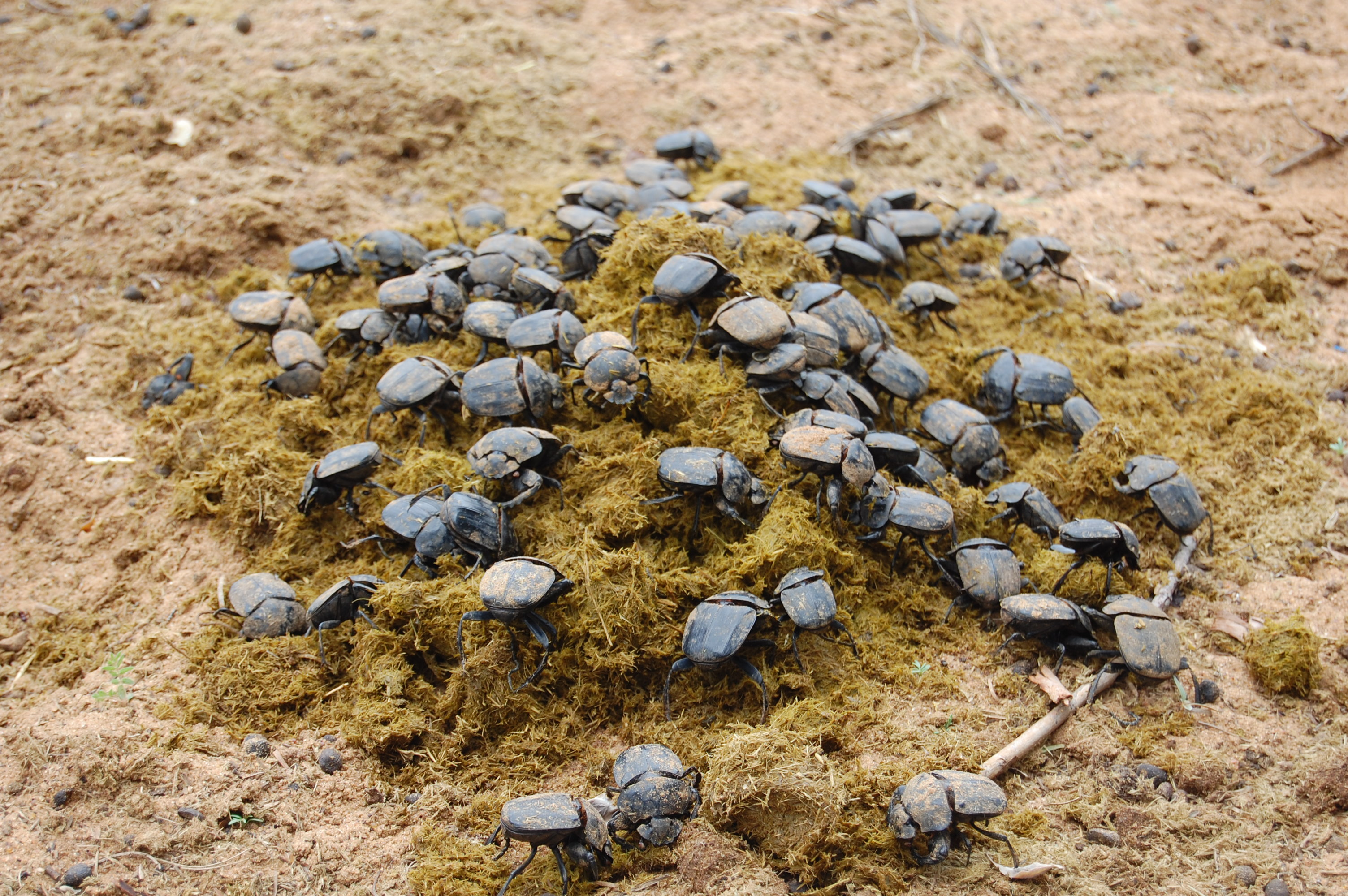
Bousiers décomposant du crottin de cheval

Les animaux coprophages jouent un rôle essentiel dans les mécanismes de métabolisation et de recyclage de la matière organique morte (feuilles mortes, animaux morts, excréments). La faune coprophage est à son tour une source alimentaire importante pour bon nombre d'animaux.
Ce sont, pour la plupart des insectes, coléoptères ou diptères. Généralement ces insectes sont spécifiques des excréments d'un animal. C'est le cas, par exemple, des insectes qui fréquentent les excréments des grands ongulés vivant dans les forêts européennes, les savanes africaines ou de ceux que l'homme a domestiqués. Les principaux insectes coprophages sont les bousiers, les mouches et les cafards.
Ce recyclage est aussi assuré par d'autres invertébrés comme les lombrics.
D'autres organismes se développent dans les déjections animales : des bactéries ou des champignons, comme les Coprins ou des Psilocybes qui sont des champignons coprophiles.
Les traitements excessifs contre les parasites internes des troupeaux (avermectine, ivermectine) entraînent une hausse de la mortalité des coprophages et ralentissent en proportion le processus de dégradation des bouses. Cela pose alors des problèmes d'hygiène dans les prairies qu'il faut nettoyer mécaniquement. En outre, le sol sera moins aéré et moins fertilisé, donnant une production fourragère amoindrie.

## Coprophagie complémentaire
Certains animaux sont occasionnellement coprophages pour assurer l'apport de nutriments indispensables. C'est dans ce cas un comportement inné. C'est le cas des carnivores, des porcs, des singes ou encore des oiseaux, etc.

La consommation des déjections d'un congénère en bonne santé permet aussi à certains animaux de rétablir leur flore intestinale en cas de désordre digestif. C'est un comportement qui a été observé par exemple chez des chinchillas en captivité.

Coprophagie complémentaire
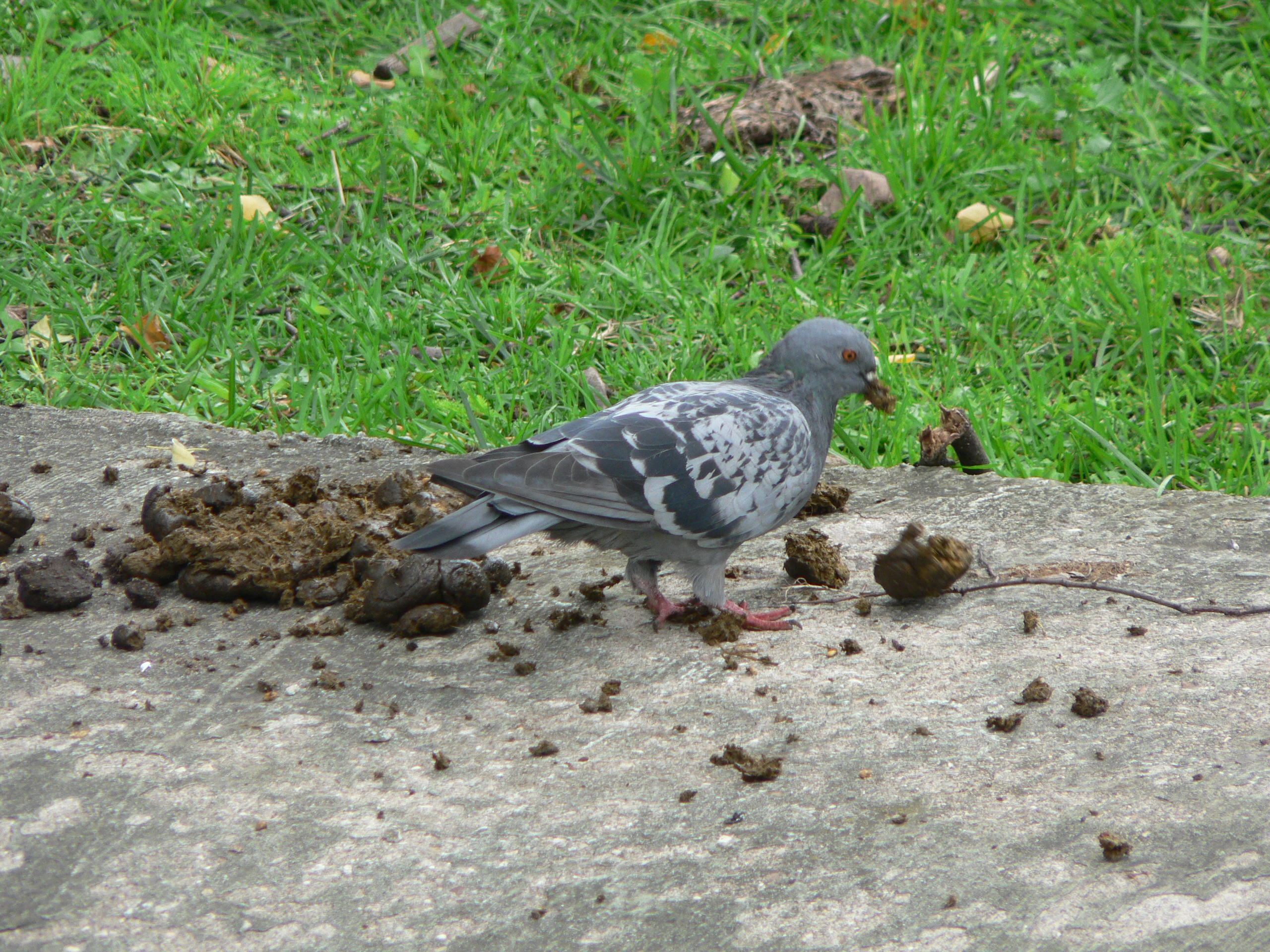
Pigeon biset picorant du crottin.
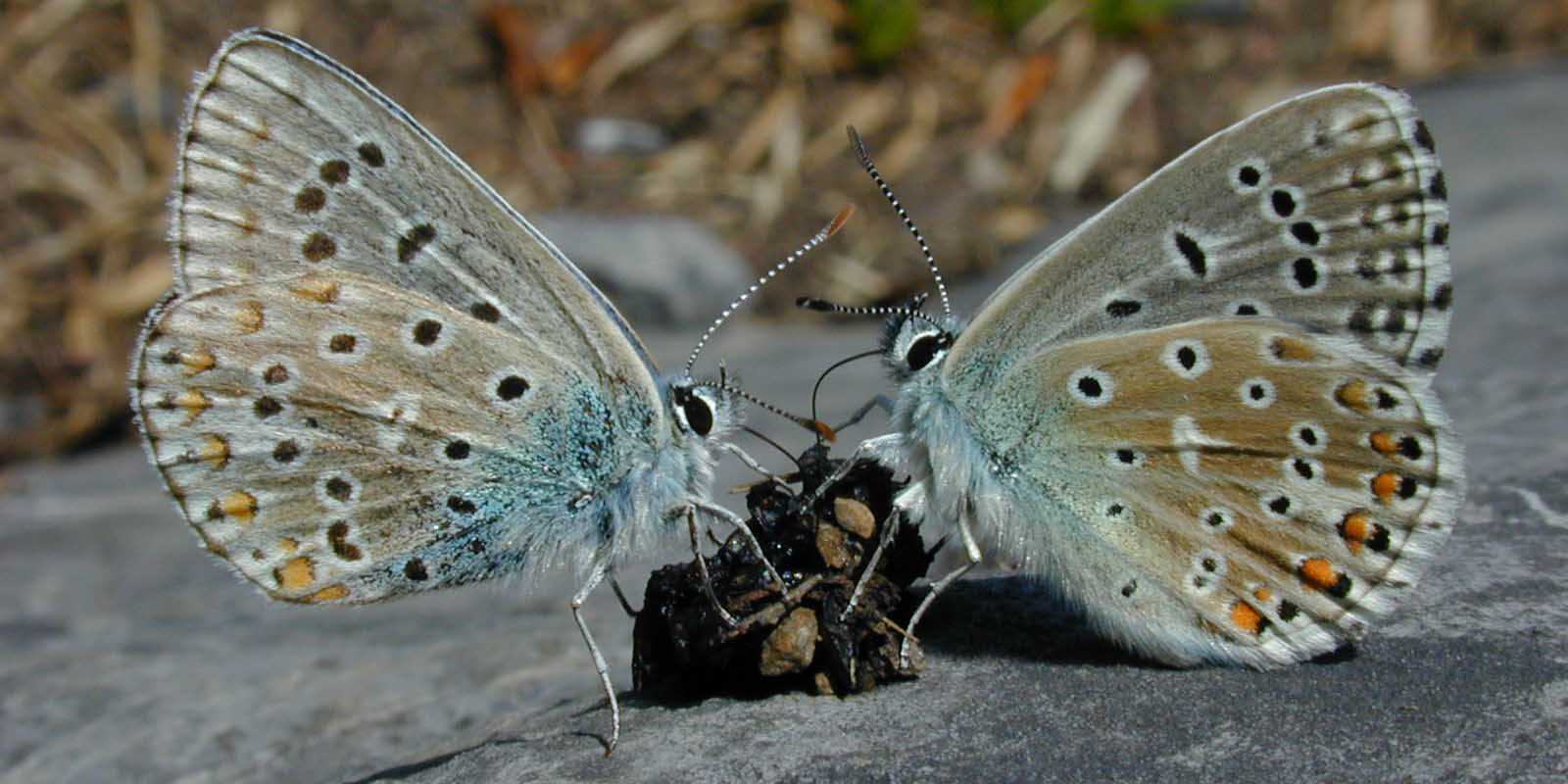
Deux Azurés bleu célestes (Lysandra bellargus) se nourrissant d'une crotte
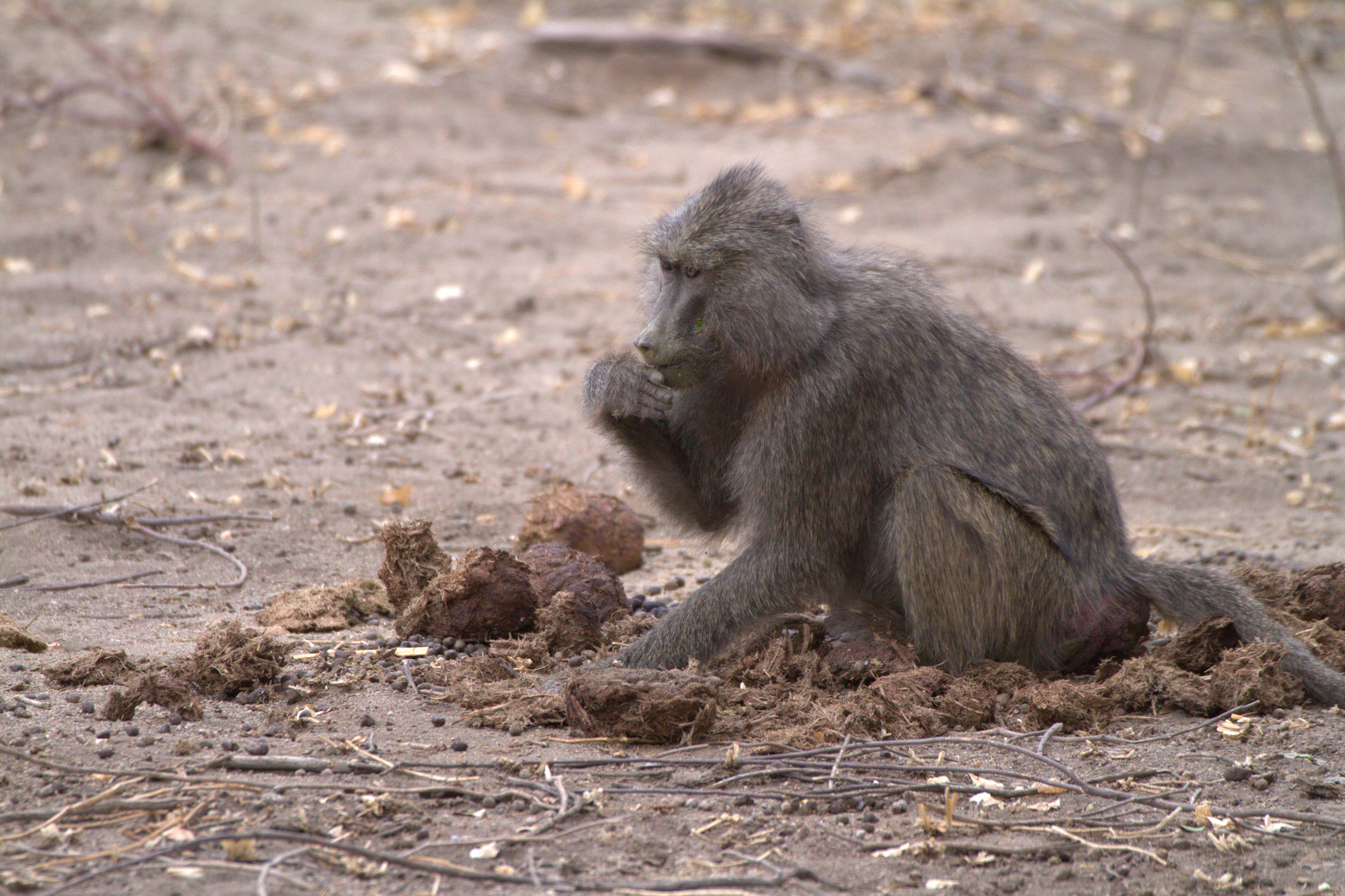
Babouin consommant des déjections d'éléphant.

### Cæcotrophie
On parle plutôt de cæcotrophie quand les animaux produisent et ingèrent certaines de leurs fèces. Celles-ci sont différentes de celles destinées à être rejetées. C'est notamment une source de vitamine B et une façon d'optimiser l'utilisation des protéines ou d'enrichir une flore intestinale affaiblie.
Par exemple, quelques espèces de poissons ont adopté ce comportement ainsi que certains rongeurs comme les cochons d'inde, les lagomorphes comme les lapins ou encore certaines musaraignes.

## Coprophagie d'hygiène
La coprophagie peut être également un moyen d'assurer la propreté des petits. Par exemple, la femelle du chat va manger les excréments des chatons et les laver jusqu'à ce que ces derniers puissent marcher et déféquer dans un endroit adéquat. De même, de nombreuses espèces d'oiseaux ingèrent les déjections des oisillons contenues dans des sacs fécaux quand ils nettoient leur nid.

## Trouble comportemental
Chez le chien, par exemple, la coprophagie est un comportement courant même s'il déplait à leur maître. La raison n'en est pas claire : tendance héréditaire, trouble du comportement dû à l'ennui, insuffisance digestive, malnutrition... les causes sont multiples. Le chien peut consommer uniquement ses propres fèces ou bien celles d'autres animaux. Dans ce dernier cas, cette habitude est beaucoup plus difficile à combattre.
Chez l'être humain, il est révélateur d'un trouble psychiatrique, qui peut être lié à une carence nutritionnelle.

## Coprophagie et diffusion horizontale de toxiques
Dans la nature, la coprophagie peut contribuer à la diffusion horizontale d’un produit toxique ou d’un poison systémiques ou retrouvé dans les excréments, c’est le cas par exemple au sein d’une population de criquets migrateurs exposée à des appâts empoisonnés. Ceci est exploité par les fabricants et utilisateurs de certains pesticides systémiques qui recherchent ce type de transfert horizontal, : par exemple des criquets ayant ingéré du fipronil en meurent rapidement, mais avant cela une partie du fipronil a été émise dans les excréments de l'animal. Les criquets qui consommeront ces excréments pourront en mourir à leur tour.
Des espèces non-cibles et utiles peuvent par cette voie être décimées :  ainsi, avec les résidus d'ivermectine (pesticide systémique anti-parasitaire) présents dans les bouses des vaches traitées par capsules orales (dite « bolus », utilisées en France jusqu'en 2003), celles-ci seront chaque jour contaminées durant 4 mois environ (soit douze bouses toxiques par jour durant 135 jours), et avec une teneur en ivermectine suffisante pour tuer les larves de centaines d'insectes coprophages (bousiers notamment). Les traitements d'ivermectine en injection posent des problèmes similaires, mais moins graves.